# Cryptostrea permollis
Cryptostrea permollis är en musselart som först beskrevs av G. B. Sowerby II 1871.  Cryptostrea permollis ingår i släktet Cryptostrea och familjen ostron. Inga underarter finns listade i Catalogue of Life.